# Supercoupe d'Espagne masculine de basket-ball
La Supercoupe d'Espagne de basket-ball (en espagnol : Supercopa de España de Baloncesto ou Supercopa ACB) est une compétition espagnole de basket-ball. Elle oppose tous les ans avant le début de la saison quatre clubs : le Champion d'Espagne, le vainqueur de la Coupe du Roi, le club organisateur et le club ayant été le plus performant lors des compétitions européennes de la saison passée.
Une première version de la Supercoupe oppose, de 1985 à 1988, le champion au vainqueur de la coupe du Roi. Cette compétition porte le nom de Supercopa ACEB.

## Palmarès
| Année | Lieu                         | Vainqueur            | Finaliste       | Meilleur joueur (club)             |
| ----- | ---------------------------- | -------------------- | --------------- | ---------------------------------- |
| 2004  | Malaga                       | FC Barcelone         | Real Madrid     | Dejan Bodiroga (FC Barcelone)      |
| 2005  | Granada                      | TAU Cerámica         | CB Granada      | Luis Scola (TAU Cerámica)          |
| 2006  | Malaga                       | TAU Cerámica         | Unicaja Málaga  | Tiago Splitter (TAU Cerámica)      |
| 2007  | Bilbao                       | TAU Cerámica         | CB Bilbao       | Tiago Splitter (TAU Cerámica)      |
| 2008  | Saragosse                    | TAU Cerámica         | CAI Zaragoza    | Pablo Prigioni (TAU Cerámica)      |
| 2009  | Las Palmas                   | FC Barcelone         | Real Madrid     | Juan Carlos Navarro (FC Barcelone) |
| 2010  | Vitoria                      | FC Barcelone         | Valencia BC     | Juan Carlos Navarro (FC Barcelone) |
| 2011  | Bilbao                       | FC Barcelone         | Caja Laboral    | Juan Carlos Navarro (FC Barcelone) |
| 2012  | Saragosse                    | Real Madrid          | FC Barcelone    | Rudy Fernández (Real Madrid)       |
| 2013  | Vitoria                      | Real Madrid          | FC Barcelone    | Sergio Rodríguez (Real Madrid)     |
| 2014  | Vitoria                      | Real Madrid          | FC Barcelone    | Sergio Llull (Real Madrid)         |
| 2015  | Málaga                       | FC Barcelone         | Unicaja Málaga  | Pau Ribas (FC Barcelone)           |
| 2016  | Vitoria-Gasteiz              | CB Gran Canaria      | FC Barcelone    | Kyle Kuric (Gran Canaria)          |
| 2017  | Las Palmas                   | Valencia Basket Club | CB Gran Canaria | Erick Green (Valencia)             |
| 2018  | Saint-Jacques-de-Compostelle | Real Madrid          | Saski Baskonia  | Sergio Llull (Real Madrid)         |
| 2019  | Madrid                       | Real Madrid          | FC Barcelone    | Facundo Campazzo (Real Madrid)     |
| 2020  | San Cristóbal de La Laguna   | Real Madrid          | FC Barcelone    | Facundo Campazzo (Real Madrid)     |
| 2021  | San Cristóbal de La Laguna   | Real Madrid          | FC Barcelone    | Sergio Llull (Real Madrid)         |
| 2022  | Séville                      | Real Madrid          | FC Barcelone    | Walter Tavares (Real Madrid)       |
| 2023  | Murcie                       | Real Madrid          | Unicaja Málaga  | Facundo Campazzo (Real Madrid)     |
| 2024  | Murcie                       | Unicaja Málaga       | Real Madrid     | Kameron Taylor (Málaga)            |